# El Mirador, Cintalapa
El Mirador är en ort i Mexiko.   Den ligger i kommunen Cintalapa och delstaten Chiapas, i den sydöstra delen av landet, 700 km sydost om huvudstaden Mexico City. El Mirador ligger 1 079 meter över havet och antalet invånare är 322.
Terrängen runt El Mirador är huvudsakligen kuperad. El Mirador ligger uppe på en höjd. Runt El Mirador är det ganska glesbefolkat, med 30 invånare per kvadratkilometer. Närmaste större samhälle är Cintalapa de Figueroa, 11,9 km söder om El Mirador. I omgivningarna runt El Mirador växer huvudsakligen savannskog.